# Assa (fiume)
L'Assa (in russo Асса?; in georgiano ასა?, Asa; in ceceno Iaьса, Häsa; in inguscio Эса-хий?, Ēsa-xij) è un fiume del Caucaso settentrionale, affluente di destra della Sunža. Appartiene al bacino del Mar Caspio occidentale.
Ha origine sulle pendici settentrionali del Gran Caucaso in Georgia. Si forma a seguito della confluenza dei fiumi Chimgisckali e Circlovnisckali ad un'altitudine di 1 806 m. Attraversa il territorio dell'Inguscezia e della Cecenia. Il fiume scorre in direzione settentrionale, nord-orientale nel basso corso. Attraversa il territorio della Georgia per 12 chilometri, dell'Inguscezia per 91 chilometri, e attraversa il territorio della Cecenia per 30 km. La larghezza del canale nelle zone pianeggianti è di oltre 60 m. Sfocia nella Sunža vicino al villaggio di Zakan-Jurt, a 137 km dalla foce. Ha una lunghezza di 133 km e il suo bacino è di 2 060 km².